# Râul Valea Boții
Râul Valea Boții este un curs de apă, afluent al râului Cerna. 